# Produce X 101
Produce X 101 (프로듀스 X 101?, Peurodyuseu X 101LR), la quarta edizione di Produce 101, è stata trasmessa su Mnet dal 3 maggio al 19 luglio 2019. Gli undici concorrenti vincitori (Kim Yo-han, Kim Woo-seok, Han Seung-woo, Song Hyung-jun, Cho Seung-youn, Son Dong-pyo, Lee Han-gyul, Nam Do-hyon, Cha Jun-ho, Kang Min-hee e Lee Eun-sang) sono stati scelti tra 101 candidati provenienti da quarantotto agenzie di spettacolo e hanno debuttato con il nome di X1 (엑스원?, Ekseu-wonLR) sotto la Swing Entertainment.

## Produzione
Produce X 101 venne annunciato il 14 dicembre 2018 al termine degli Mnet Asian Music Award a Hong Kong.
Per preparare i ragazzi, furono riuniti diversi artisti. I cantanti Lee Seok-hoon e Shin Yoo-mi si occuparono delle lezioni di canto, la rapper Cheetah del rap, mentre Bae Yoon-jeong, Kwon Jae-seung e Choi Young-jun del ballo. Lee Dong-wook sostituì Lee Seung-gi nel ruolo di presentatore del programma, mentore dei concorrenti e rappresentante dei telespettatori.
Le riprese cominciarono il 4 marzo 2019. I concorrenti vennero svelati durante una sfilata il 20 marzo, senza però comunicarne i nomi. Il giorno successivo apparvero a M Countdown ed eseguirono la canzone dello show, "X1-MA" (_지마?, _jimaLR), con Son Dong-pyo della DSP Media come centro del gruppo. Il 26 aprile venne trasmesso un prologo di 70 minuti durante il quale Lee Hong-ki e le Iz One, rispettivamente insegnante di canto e vincitrici dell'edizione precedente, commentarono la prima esibizione e alcuni video inediti.
Rispetto alle edizioni precedenti, il livello di preparazione F, il più basso, viene sostituito dalla X, che fornisce ai concorrenti dell'ulteriore preparazione di base. Inoltre, l'undicesimo membro del gruppo vincitore sarà colui che avrà ricevuto più voti nel corso dell'intero programma, quindi non necessariamente il concorrente all'undicesimo posto durante la puntata finale.

## Controversie
Yun Seo-bin della JYP Entertainment lasciò il programma dopo la trasmissione del primo episodio in seguito ad alcune accuse di bullismo mosse contro di lui per atti risalenti agli anni delle scuole medie.
Terminata la messa in onda del talent, alcuni fan specularono che potesse essere avvenuta una manipolazione del televoto poiché la differenza tra i voti finali di alcuni concorrenti era identica, e il 1º agosto 2019 272 spettatori fecero causa a Mnet per frode elettorale, poiché gli SMS inviati dal pubblico presente in sala durante la finale erano stati fatti pagare ₩100 (circa €0,08). Il 1º ottobre 2019, la polizia confermò che i voti dei concorrenti eliminati erano stati aggiunti ai totali di quelli che avrebbero debuttato negli X1, influenzando le posizioni di 2-3 partecipanti che erano inizialmente nella top 11.

## Episodi

### Episodio 1 (3 maggio 2019)
Uno dopo l'altro, i concorrenti di ogni agenzia entrano in studio, dove i posti a sedere sono disposti a piramide e numerati da 1 a 101. Ciascuno sceglie la sedia che preferisce, ed è Yun Seo-bin della JYP Entertainment ad accomodarsi definitivamente sulla numero 1 in cima alla piramide. Dopodiché entrano Lee Dong-wook e gli insegnanti, che procedono a informarli dei cambiamenti nel sistema di giudizio e cominciano a valutare le esibizioni preparate in anticipo, grazie alle quali i ragazzi ricevono un voto tra A (il più alto), B, C, D e X, il più basso, che impedirà ai concorrenti che l'hanno ricevuto di entrare nei dormitori del programma per seguire le lezioni. Alla fine dell'episodio viene mostrata la classifica popolare, con Kim Min-gyu della Jellyfish Entertainment al primo posto.

### Episodio 2 (10 maggio 2019)
Le valutazioni terminano e i ragazzi vengono smistati nei dormitori in base al voto ricevuto. I concorrenti che hanno ricevuto la X scoprono che non poter entrare nei dormitori non significa essere eliminati, ma che dovranno seguire delle lezioni personalizzate sui concetti base di canto e ballo. Lee Dong-wook annuncia che si esibiranno a M! Countdown con il brano "X1-MA", del quale dovranno imparare testo e coreografia nei giorni successivi, dopodiché saranno valutati nuovamente per ricevere il voto definitivo. Dopo tre giorni di pratica, ciascun concorrente si filma mentre esegue "X1-MA".

### Episodio 3 (17 maggio 2019)
I mentori finiscono di visionare le esibizioni singole di "X1-MA" e decidono il voto finale di ciascun concorrente: viene reintrodotto il livello F, riservato a chi farà da ballerino sullo sfondo durante la registrazione per M! Countdown, mentre chi riceverà la X non potrà esibirsi. A ciascun ragazzo viene consegnata una scheda recante il nuovo voto, poi lo staff chiede loro di spostarsi nelle nuove aule; nella X resta soltanto Lee Sang-ho della Gost Entertainment. Giunti sul set delle riprese di "X1-MA", Lee Dong-wook comunica che gli spettatori hanno votato per Son Dong-pyo della DSP Media come centro dell'esibizione, e i ragazzi iniziano a provare. Dopo la performance a M! Countdown, Lee Dong-wook annuncia che alla prova successiva verranno eliminati i 40 concorrenti risultanti agli ultimi posti della classifica popolare (da 61 a 101). La missione prevede un'esibizione a gruppi al cospetto di un pubblico, eseguendo il brano di un gruppo maschile. Essendo il centro di "X1-MA", Son Dong-pyo sceglie per primo i componenti della propria squadra (dodici o quattordici), mentre gli altri sette capigruppo vengono stabiliti estraendo a sorte dei bussolotti. I capigruppo competono in una gara di corsa per l'assegnazione del gruppo maschile di cui fare la cover, per poi scoprire che per ciascuno sono previsti due brani e che, pertanto, la loro squadra dovrà dividersi e sfidarsi. Ciascun membro verrà valutato singolarmente dal pubblico presente in sala; i voti di ognuno verranno poi sommati per determinare il punteggio totale del gruppo e la squadra vincitrice tra le due. Al migliore delle squadre vincenti verranno decuplicati i punti, e tutti i componenti, lui compreso, riceveranno 3000 punti in più a testa. Il punteggio totale di ogni ragazzo, valido per la compilazione della classifica definitiva, verrà determinato sommando in seguito i voti pervenuti tramite Internet.
In questo episodio vengono mostrate le prove e le esibizioni dei seguenti gruppi:
- EXO

Mama: Han Gi-chan (leader, rapper), Kang Seok-hwa (controcanto), Tony (controcanto), Hwang Yun-seong (controcanto), Kang Min-hee (controcanto), Mahiro Hidaka (rapper). Del gruppo fa parte anche Yun Seo-bin come centro e voce principale, ma, a causa della controversia risultante nella sua uscita dal programma, la sua presenza viene mascherata tagliandolo fuori dall'inquadratura.
Love Shot: Kim Woo-seok (centro, controcanto), Kim Si-hun (leader, rapper), Cho Seung-youn (voce principale), Lee Han-gyul (controcanto), Hong Seong-jun (controcanto), Lee Se-jin (controcanto), Keum Dong-hyun (rapper)
Vincitore: Love Shot
- BTS

No More Dream: Hong Sung-hyun (leader, rapper principale), Steven Kim (rapper), Won Hyun-sik (voce), Kim Hyun-bin (centro, rapper), Kim Sung-yeon (voce), Lee Sang-ho (voce)
L'episodio si conclude con delle brevi anteprime delle esibizioni di Blood Sweat & Tears (BTS), Boss (NCT U) e Lullaby (Got7), con Song Yu-bin di quest'ultima squadra che sperimenta un malfunzionamento del microfono.

### Episodio 4 (24 maggio 2019)
Salgono sul palco uno dopo l'altro i tredici gruppi restanti, così composti:
- BTS

Blood Sweat & Tears: Moon Hyun-bin (centro, voce), Park Yoon-sol (leader, voce), Lee Won-jun (rapper principale), Lee Hwan (rapper), Yun Hyun-jo (rapper), Jung Young-bin (voce)
Vincitore: No More Dream
- Monsta X

Trespass: Jeong Jae-hun (centro, rapper), Lee Gyu-hyung (leader, voce), Yoon Min-gook (voce principale), Wei Ziyue (voce), Lee Eugene (voce), Yu Seong-jun (rapper)
Dramarama: Kim Kwan-woo (centro, rapper), Oh Sae-bom (leader, voce), Choi Jun-seong (voce principale), Nam Dong-hyun (voce), Yoo Gun-min (voce), Kim Dong-kyu (rapper)
Vincitore: Trespass
- Seventeen

Adore U: Choi Jin-hwa (centro, rapper), Park Sun-ho (leader, voce), Jeon Hyun-woo (voce principale), Wang Jyunhao (voce), Moon Jun-ho (voce), Song Chang-ha (rapper)
Clap: Ham Won-jin (centro, voce), Kim Jin-gon (leader, voce), Lee Hyeop (voce principale), Kwon Tae-eun (voce), Nam Do-hyon (rapper), Kim Dong-yoon (rapper)
Vincitore: Clap
- Wanna One

Energetic: Won Hyuk (centro, rapper), Woo Je-won (leader, voce), Jung Myung-hoon (voce principale), Anzardi Timothée (voce), Peak (voce), Lee Jun-hyuk (rapper)
Light: Park Jin-yeol (centro, rapper), Choi Si-hyuk (leader, voce principale), Uehara Jun (voce), Tsai Chiahao (voce), Lee Jae-bin (voce), Kwon Hee-jun (rapper)
Vincitore: Energetic
- Got7

Girls Girls Girls: Choi Byung-chan (centro, voce), Kim Kook-heon (leader, voce principale), Kang Hyeon-su (voce), Byeon Seong-tae (voce), Kim Hyung-min (voce), Kim Sung-hyun (rapper), Yuri (rapper)
Lullaby: Choi Su-hwan (centro, voce), Yun Jung-hwan (leader, voce), Song Yu-bin (voce principale), Lee Ha-min (voce), Joo Chan-guk (voce), Baek Jin (rapper), Hwang Geum-ryul (rapper)
A causa della disconnessione dagli altoparlanti del microfono di Song Yu-bin durante la performance, alla squadra di Lullaby viene permesso di esibirsi una seconda volta.
Vincitore: Girls Girls Girls
- NU'EST W

Dejavu: Kim Min-seo (centro, voce principale), Kim Sung-hwan (leader, rapper), Lim Da-hun (voce), Choi Byung-hoon (voce), Kim Yeong-sang (voce), Kim Jun-jae (rapper)
Where You At: Sung Min-seo (centro, rapper), Heo Jin-ho (leader, voce), Lee Tae-seung (voce principale), Park Si-on (voce), Kim Min-seo (voce), Lee Woo-jin (rapper)
Vincitore: Where You At
- NCT U

The 7th Sense: Lee Mi-dam (centro, leader), Kim Dong-bin (rapper principale), Lee Jin-woo (rapper), Song Hyung-jun (rapper), Koo Jung-mo (voce), Kim Min-gyu (voce)
Boss: Lee Jin-hyuk (centro, rapper), Han Seung-woo (leader, voce), Kim Yo-han (rapper principale), Lee Eun-sang (rapper), Son Dong-pyo (voce), Cha Jun-ho (voce)
Vincitore: Boss
Dopo l'ultima esibizione, ai ragazzi viene mostrata la classifica individuale basata solamente sui voti ricevuti dalla platea, sommati ai punti aggiuntivi per i concorrenti delle squadre vincitrici. Kim Hyun-bin della Source Music prende il primo posto della classifica individuale e la sua squadra (quella di No More Dream) della classifica dei gruppi; può così esibirsi nuovamente a M! Countdown.

### Episodio 5 (31 maggio 2019)
I concorrenti si riuniscono per le prime eliminazioni, con Lee Dong-wook che elenca la classifica dalla posizione 59 alla 1, terminando con l'ultimo concorrente a salvarsi, il numero 60. Prima e durante l'annuncio, vengono mostrati dei filmati inediti, quali la vita nei dormitori, una serie di esercizi ginnici e una candid camera. In seguito, i 99 partecipanti scelgono il più bello tra di loro, che risulta essere Kim Min-gyu della Jellyfish Entertainment.

### Episodio 6 (7 giugno 2019)
Lee Dong-wook annuncia ai concorrenti la nuova sfida: dovranno esibirsi a gruppi in una canzone appartenente a una delle quattro categorie previste, ovvero canto, ballo, rap e X. Ci sono quattro brani per la categoria vocale da riarrangiare, tre per quella di ballo da ricoreografare e due di cui rifare il rap; la categoria X prevede invece due brani combinati, uno di cui creare rap e coreografia, l'altro da riarrangiare e coreografare. Ogni canzone ha un limite massimo di membri. I concorrenti iniziano a scegliere quale vogliono fare, seguendo l'ordine stabilito dalla classifica, tuttavia non sanno con chi saranno in squadra. Lee Dong-wook annuncia anche che il concorrente più votato per canzone riceverà cento volte il proprio punteggio, mentre quello vincente per ogni categoria riceverà 100.000 punti extra; per la categoria X il premio è raddoppiato: duecento volte il proprio punteggio e 200.000 punti extra. Alla prova seguirà un'eliminazione che ridurrà il numero di aspiranti a 30.
In questo episodio si esibiscono cinque gruppi.
- Twit di Hwasa (canto): Yun Jung-hwan, Kang Seok-hwa, Lee Mi-dam, Lee Eun-sang, Lee Hyeop. Più votato: Lee Eun-sang.
- Attention di Charlie Puth (X: canto e ballo): Mahiro Hidaka, Kim Sung-hyun, Koo Jung-mo, Moon Hyun-bin, Tony, Han Gi-chan, Hong Seong-jun. Più votato: Koo Jung-mo.
- Tell Me, Yes or No di Zico feat. Penomeco & The Quiett (rap): Nam Do-hyon, Cho Seung-youn, Kim Sung-yeon, Jung Jae-hun. Più votato: Nam Do-hyon.
- Finesse (Remix) di Bruno Mars feat. Cardi B (ballo): Lee Han-gyul, Kim Si-hun, Kang Min-hee, Kim Dong-yoon, Song Hyung-jun, Joo Chang-uk, Ham Won-jin. Più votato: Lee Han-gyul.
- Me After You di Paul Kim (canto): Han Seung-woo, Kim Yo-han, Kim Hyun-bin, Wei Ziyue, Cha Jun-ho. Più votato: Han Seung-woo.

### Episodio 7 (14 giugno 2019)
I gruppi in gara rimanenti si esibiscono con le rispettive canzoni.
- Swalla (Remix) di Jason Derulo feat. Nicki Minaj & Ty Dolla Sign (ballo): Kang Hyeon-su, Park Yoon-sol, Kim Min-seo, Wang Jyunhao, Lee Tae-seung, Choi Jun-seong. Più votato: Kang Hyeon-su.
- Barcode di Haon e Vinxen (rap): Beak Jin, Won Hyuk, Yuri, Lee Woo-jin. Più votato: Won Hyuk.
- Day by Day dei Wanna One (canto): Song Yu-bin, Nam Dong-hyun, Kwon Tae-eun, Moon Jun-ho, Choi Suk-hwan. Più votato: Song Yu-bin.
- Turtle Ship di Ja Mezz, Andup e Mino feat. Paloalto (X: rap e ballo): Lee Jin-hyuk, Lee Won-jun, Kwon Hee-jun, Woo Je-won, Lee Eugene, Peak. Più votato: Lee Jin-hyuk.
- Believer (Remix) degli Imagine Dragons (ballo): Keum Dong-hyun, Kim Kook-heon, Kim Dong-bin, Park Sun-ho, Son Dong-pyo, Hwang Yun-seong. Più votato: Hwang Yun-seong.
- To My Youth delle Bolbbalgan4 (canto): Kim Woo-seok, Kim Min-gyu, Lee Se-jin, Lee Jin-woo, Choi Byung-chan. Più votato: Kim Woo-seok.

Al termine, ai concorrenti viene mostrata la classifica che si è venuta a creare. Kim Woo-seok, Kang Hyeon-su, Won Hyuk e Lee Jin-hyuk emergono vincitori nelle categorie, rispettivamente, di canto, ballo, rap e X.

### Episodio 8 (21 giugno 2019)
Lee Dong-wook annuncia la nuova prova che precederà il terzo giro di eliminazioni; siccome il secondo giro di eliminazioni non è ancora avvenuto, ciò significa che tutti e 60 i concorrenti dovranno iniziare ad esercitarsi, ma non tutti riusciranno ad esibirsi. Ai partecipanti vengono presentate cinque nuove canzoni di generi diversi, e ognuna potrà essere eseguita al massimo da 6 membri (ad eliminazioni già concluse). La composizione delle squadre, al momento di 12 persone, è stata decisa tramite il sondaggio online introdotto al termine del quinto episodio. Dopo aver preparato le esibizioni, i concorrenti vengono convocati per la seconda eliminazione: vengono rivelate innanzitutto le posizioni dalla 29 alla 1, con Kim Woo-seok della Top Media in vetta, poi l'ultimo a salvarsi, il numero 30, che risulta essere Joo Chang-uk della Woollim Entertainment. Lee Dong-wook informa gli eliminati che, al contrario delle edizioni precedenti, uno di loro potrà essere ripescato dai telespettatori: a ciascuno viene data qualche ora per riprendersi mentre esegue due canzoni a scelta e lancia un ultimo messaggio di appello da 1 minuto. I video vengono poi caricati sul sito del programma per essere valutati e votati durante la sola giornata del 22 giugno.

### Episodio 9 (28 giugno 2019)
In seguito alle eliminazioni, le squadre vengono riorganizzate in gruppi da sei: Pretty Girl, U Got It e Move devono espellere rispettivamente 4, 3 e 1 membri, mentre Super Special Girl deve reclutarne altri 3 e Monday to Sunday 5. Lee Dong-wook annuncia inoltre il bonus di punti in palio per la nuova prova: il concorrente al primo posto di ogni squadra vedrà il proprio punteggio moltiplicato per 500; inoltre la squadra vincitrice riceverà 200.000 voti aggiuntivi, di cui 100.000 al più votato e 20.000 a ciascuno degli altri. I ragazzi riprendono le esercitazioni, riassegnando le parti, registrando le canzoni, incontrando i produttori ed esibendosi davanti a loro. Torna, infine, il concorrente ripescato dal pubblico, Kim Dong-yoon della Woollim Entertainment. A ciascun gruppo vengono forniti 20 minuti per decidere se reclutarlo come settimo membro oppure no; se nessuno lo vorrà, Kim Dong-yoon estrarrà a caso una squadra. Trascorso il tempo fornito, solo Monday to Sunday si dice disponibile ad accoglierlo e Kim ne diventa così il settimo componente.

### Episodio 10 (5 luglio 2019)
Il giorno dell'esibizione, le squadre si presentano sul palco così formate:
- Super Special Girl (future funk, di Kwon Deok-geun e Young Chance): Kim Si-hun, Park Sun-ho, Song Yu-bin, Cho Su-hwan, Kang Hyeon-su, Keum Dong-hyun
- Pretty Girl (funky retro dance, di KZ, Nithonius e The-Private): Son Dong-pyo, Ham Won-jin, Kang Min-hee, Koo Jung-mo, Song Hyung-jun, Lee Jin-woo
- Monday to Sunday (R&B e dance house, di Primeboi e 12!3): Tony, Lee Se-jin, Lee Hyeop, Kim Min-gyu, Kim Dong-yoon, Nam Do-hyon, Joo Chang-uk
- U Got It (future EDM, di Noheul, Sean Michael Alexander e Drew Ryan Scott): Kim Woo-seok, Hwang Yun-seong, Han Seung-woo, Cha Jun-ho, Kim Yo-han, Lee Eun-sang
- Move (mainstream pop, di Zico): Cho Seung-youn, Kim Hyun-bin, Lee Jin-hyuk, Kim Kook-heon, Lee Han-gyul, Choi Byung-chan

La squadra di U Got It riceve il maggior numero di voti, aggiudicandosi il bonus. A Kim Yo-han, il più votato della squadra, viene moltiplicato per 500 il punteggio; inoltre riceve 100.000 punti in più, mentre i suoi compagni di squadra 20.000 a testa. Al termine dell'episodio, viene mostrata la classifica generale provvisoria con i punteggi, ma senza i nomi dei concorrenti, a parte il cognome del primo, Kim.

### Episodio 11 (12 luglio 2019)
Prima e durante le eliminazioni vengono mostrati video precedenti dei concorrenti, mentre seguono lezioni di trucco e svolgono dei giochi di gruppo presentati da Kim Yo-han e Cho Seung-youn, con la squadra di Pretty Girl che emerge vincitrice. Devono anche scegliere il partecipante per cui voterebbero: Hwang Yun-seong della Woollim Entertainment prende il primo posto, mentre Cho Seung-youn, Kim Min-gyu, Han Seung-woo, Lee Eun-sang, Son Dong-pyo e Cha Jun-ho i successivi. Alle eliminazioni, Lee Dong-wook rivela che solo in 20 passeranno all'ultima prova. Kim Yo-han della Oui Entertainment e Kim Woo-seok della Top Media si contendono il primo posto, con Yo-han che passa infine in testa. Vengono poi convocati i due concorrenti in lizza per il 20º posto, Kim Kook-heon della The Music Works e Lee Se-jin della iMe Entertainment, che scampa all'eliminazione. In seguito, Lee Dong-wook annuncia l'ultima prova, la valutazione sulla canzone di debutto. Vengono presentati due brani, "To My World" (prodotto da Sean Alexander e Drew Ryan Scott) e "Boyness" (prodotto da Flow Blow e Hui dei Pentagon), che verranno eseguite in diretta il 19 luglio. I concorrenti verranno divisi in due squadre da 10; le parti disponibili sono una voce principale, sei controcanti e tre rap a canzone, mentre ognuno avrà l'opportunità di diventare il centro del proprio brano. I ragazzi scelgono le loro posizioni iniziando dal fondo della classifica, e i meglio classificati hanno il vantaggio di spostare in un'altra posizione chi ha già occupato quella che vogliono. Confermate le posizioni per ciascun gruppo, iniziano gli allenamenti con le prove di canto.

### Episodio 12 (19 luglio 2019)
Viene trasmesso un video che ripercorre l'esperienza dei ragazzi a Produce X 101 dalle audizioni, passando per i ricordi d'infanzia, poi lo spettatore viene informato che potrà votare tramite SMS inviando il codice di uno solo dei concorrenti; il suo voto varrà per sette e verrà poi sommato a quelli ricevuti online nel corso della settimana precedente. Durante la serata, viene mostrato chi siano i concorrenti classificati da nono a dodicesimo in quel momento (senza precisare chi sia in una determinata posizione) per incentivare il voto. Gli ultimi concorrenti, insieme a quelli eliminati, si esibiscono con X1-MA, poi Lee Dong-wook svela che il nome del gruppo sarà X1 (엑스원?, Ekseu-wonLR). Dopo aver mostrato altro footage relativo alla loro preparazione, si passa alle esibizioni, cominciando dal gruppo di "Boyness" (composto da Song Yu-bin, Lee Jin-hyuk, Kim Woo-seok, Ham Won-jin, Kang Min-hee, Tony, Koo Jung-mo, Lee Han-gyul, Nam Do-hyon e Son Dong-pyo) con Song Yu-bin come centro, seguito dal gruppo di "To My World" (composto da Hwang Yun-seong, Song Hyung-jun, Cho Seung-youn, Han Seung-woo, Lee Eun-sang, Kim Min-gyu, Lee Se-jin, Cha Jun-ho, Kim Yo-han e Keum Dong-hyun) con Hwang Yun-seong come centro. Viene poi trasmesso un filmato registrato in precedenza, dove i ragazzi ringraziano gli istruttori e Lee Dong-wook; inoltre registrano in studio una canzone speciale, "Dream For You", che viene anche eseguita live sul palco.
Le votazioni giungono al termine, viene trasmesso un ultimo video in cui i ragazzi guardano insieme i nastri delle audizioni e delle videolettere l'uno per l'altro, trascorrono gli ultimi giorni nei dormitori e inviano dei messaggi ai compagni eliminati, poi inizia l'annuncio della classifica: Kang Min-hee, Cha Jun-ho, Nam Do-hyon, Lee Han-gyul, Son Dong-pyo, Cho Seung-youn, Song Hyung-jun e Han Seung-woo si classificano rispettivamente dalla decima posizione alla terza. Kim Yo-han e Kim Woo-seok sono in lizza per il primo posto; esso viene occupato da Kim Yo-han, che rappresenterà così il centro degli X1. Lee Eun-sang viene annunciato come concorrente X, undicesimo ed ultimo membro del gruppo.

## Tabella delle classifiche
Per gli episodi dall'1 al 7, agli spettatori è stato permesso votare undici concorrenti alla volta, mentre dal 9 uno solo.
Al termine degli episodi 4 e 7 è stata mostrata soltanto la classifica parziale senza i voti ricevuti online; la classifica totale è stata pubblicata al termine dell'episodio successivo. Durante l'episodio 9 non è stata trasmessa nessuna classifica.
Legenda
- Concorrente nella top 10
- Concorrente X[n 1]
- Concorrente eliminato
- Concorrente ritirato

| Concorrente                         | Agenzia                   | Episodi | Episodi | Episodi | Episodi | Episodi | Episodi | Episodi | Episodi |
| Concorrente                         | Agenzia                   | 1       | 2       | 3       | 4-5     | 6       | 7-8     | 9-11    | 12      |
| ----------------------------------- | ------------------------- | ------- | ------- | ------- | ------- | ------- | ------- | ------- | ------- |
| Kim Yo-han (김요한?)                | OUI Entertainment         | 3       | 1       | 1       | 1       | 5       | 3       | 1       | 1       |
| Kim Woo-seok (김우석?)              | TOP Media                 | 5       | 7       | 6       | 4       | 1       | 1       | 2       | 2       |
| Han Seung-woo (한승우?)             | Plan A Entertainment      | 39      | 39      | 34      | 30      | 13      | 9       | 4       | 3       |
| Song Hyung-jun (송형준?)            | Starship Entertainment    | 9       | 10      | 4       | 3       | 2       | 4       | 8       | 4       |
| Cho Seung-youn (조승연?)            | Yuehua Entertainment      | 67      | 41      | 38      | 28      | 19      | 17      | 6       | 5       |
| Son Dong-pyo (손동표?)              | DSP Media                 | 6       | 6       | 7       | 7       | 12      | 11      | 12      | 6       |
| Lee Han-gyul (이한결?)              | MBK Entertainment         | 41      | 28      | 28      | 21      | 17      | 15      | 16      | 7       |
| Nam Do-hyon (남도현?)               | MBK Entertainment         | 37      | 4       | 5       | 6       | 7       | 7       | 7       | 8       |
| Cha Jun-ho (차준호?)                | Woollim Entertainment     | 4       | 11      | 11      | 11      | 15      | 13      | 11      | 9       |
| Kang Min-hee (강민희?)              | Starship Entertainment    | 11      | 20      | 18      | 22      | 23      | 23      | 14      | 10      |
| Lee Jin-hyuk (이진혁?)              | TOP Media                 | 38      | 35      | 32      | 25      | 11      | 2       | 3       | 11      |
| Koo Jung-mo (구정모?)               | Starship Entertainment    | 2       | 9       | 9       | 9       | 8       | 5       | 15      | 12      |
| Lee Eun-sang (이은상?)              | Brand New Music           | 14      | 2       | 3       | 5       | 6       | 6       | 9       | 13      |
| Keum Dong-hyun (금동현?)            | C9 Entertainment          | 23      | 26      | 30      | 17      | 16      | 19      | 10      | 14      |
| Hwang Yun-seong (황윤성?)           | Woollim Entertainment     | 13      | 24      | 22      | 15      | 21      | 18      | 13      | 15      |
| Song Yu-bin (송유빈?)               | Music Works               | 17      | 5       | 8       | 8       | 9       | 12      | 17      | 16      |
| Kim Min-gyu (김민규?)               | Jellyfish Entertainment   | 1       | 3       | 2       | 2       | 3       | 10      | 5       | 17      |
| Lee Se-jin (이세진?)                | iME Korea                 | 8       | 14      | 13      | 13      | 20      | 21      | 20      | 18      |
| Ham Won-jin (함원진?)               | Starship Entertainment    | 19      | 15      | 12      | 10      | 10      | 14      | 18      | 19      |
| Tony (토니?)                        | HONGYI Entertainment      | 55      | 44      | 21      | 20      | 24      | 27      | 19      | 20      |
| Kim Kook-heon (김국헌?)             | Music Works               | 29      | 13      | 15      | 16      | 18      | 22      | 21      |         |
| Lee Jin-woo (이진우?)               | Maroo Entertainment       | 10      | 19      | 14      | 12      | 4       | 8       | 22      |         |
| Kim Dong-yoon (김동윤?)             | Woollim Entertainment     | 15      | 21      | 26      | 32      | 29      | 31      | 23      |         |
| Lee Hyeop (이협?)                   | Indipendente              | 40      | 48      | 52      | 49      | 40      | 26      | 24      |         |
| Park Sun-ho (박선호?)               | sidusHQ                   | 36      | 8       | 10      | 14      | 26      | 28      | 25      |         |
| Kang Hyeon-su (강현수?)             | AAP.Y                     | 79      | 59      | 69      | 40      | 22      | 20      | 26      |         |
| Kim Si-hun (김시훈?)                | Brand New Music           | 43      | 17      | 19      | 18      | 25      | 24      | 27      |         |
| Choi Su-hwan (최수환?)              | Indipendente              | 56      | 56      | 24      | 24      | 28      | 29      | 28      |         |
| Joo Chang-wook (주창욱?)            | Woollim Entertainment     | 24      | 31      | 37      | 38      | 31      | 30      | 29      |         |
| Kim Hyun-bin (김현빈?)              | Source Music              | 28      | 27      | 29      | 23      | 27      | 25      | 30      |         |
| Choi Byung-chan (최병찬?)           | Plan A Entertainment      | 20      | 25      | 20      | 19      | 14      | 16      |         |         |
| Moon Hyun-bin (문현빈?)             | Starship Entertainment    | 27      | 36      | 41      | 41      | 39      | 32      |         |         |
| Won Hyuk (원혁?)                    | E Entertainment           | 83      | 99      | 57      | 57      | 48      | 33      |         |         |
| Kwon Tae-eun (권태은?)              | A.CONIC                   | 74      | 57      | 66      | 46      | 32      | 34      |         |         |
| Kang Seok-hwa (강석화?)             | Indipendente              | 21      | 29      | 35      | 35      | 34      | 35      |         |         |
| Baek Jin (백진?)                    | VINE Entertainment        | 30      | 32      | 42      | 45      | 30      | 36      |         |         |
| Lee Mi-dam (이미담?)                | AAP.Y                     | 32      | 30      | 36      | 36      | 38      | 37      |         |         |
| Yun Jung-hwan (윤정환?)             | Brand New Music           | 58      | 18      | 23      | 31      | 35      | 38      |         |         |
| Jung Jae-hun (정재훈?)              | Around Us Entertainment   | 65      | 66      | 59      | 60      | 47      | 9       |         |         |
| Yuri (유리?)                        | ESteem                    | 33      | 34      | 27      | 29      | 33      | 40      |         |         |
| Lee Woo-jin (이우진?)               | Maroo Entertainment       | 52      | 71      | 54      | 50      | 42      | 41      |         |         |
| Kim Dong-bin (김동빈?)              | MLD Entertainment         | 18      | 16      | 17      | 26      | 37      | 42      |         |         |
| Wei Ziyue (위자월?)                 | HONGYI Entertainment      | 31      | 43      | 31      | 34      | 45      | 43      |         |         |
| Kim Sung-hyun (김성현?)             | Stone Music Entertainment | 22      | 33      | 39      | 42      | 44      | 44      |         |         |
| Kim Sung-yeon (김성연?)             | Indipendente              | 54      | 52      | 56      | 59      | 49      | 45      |         |         |
| Choi Jun-seong (최준성?)            | Jellyfish Entertainment   | 59      | 63      | 40      | 39      | 41      | 46      |         |         |
| Lee Won-jun (이원준?)               | E Entertainment           | 77      | 83      | 43      | 44      | 36      | 47      |         |         |
| Park Yoon-sol (박윤솔?)             | NEST Entertainment        | 82      | 84      | 49      | 43      | 43      | 48      |         |         |
| Mahiro Hidaka (히다카 마히로?)      | YG Entertainment          | 47      | 45      | 53      | 56      | 58      | 49      |         |         |
| Peak (픽?)                          | Chandelier Music          | 34      | 42      | 51      | 58      | 51      | 50      |         |         |
| Hong Seong-jun (홍성준?)            | Brand New Music           | 53      | 23      | 33      | 37      | 56      | 51      |         |         |
| Kim Min-seo (김민서?)               | Woollim Entertainment     | 48      | 54      | 48      | 47      | 54      | 52      |         |         |
| Lee Tae-seung (이태승?)             | Maroo Entertainment       | 26      | 47      | 47      | 48      | 55      | 53      |         |         |
| Woo Je-won (우제원?)                | Around Us Entertainment   | 63      | 60      | 55      | 55      | 50      | 54      |         |         |
| Lee Eugene (이유진?)                | Indipendente              | 7       | 12      | 16      | 27      | 53      | 55      |         |         |
| Kwon Hee-jun (권희준?)              | Cre.ker Entertainment     | 44      | 46      | 50      | 53      | 52      | 56      |         |         |
| Han Gi-chan (한기찬?)               | Fantagio                  | 16      | 22      | 25      | 33      | 46      | 57      |         |         |
| Wang Jyunhao (왕군호?)              | YG Entertainment          | 42      | 37      | 46      | 54      | 60      | 58      |         |         |
| Moon Jun-ho (문준호?)               | Woollim Entertainment     | 25      | 38      | 44      | 51      | 59      | 59      |         |         |
| Nam Dong-hyun (남동현?)             | The South                 | 45      | 40      | 45      | 52      | 57      | 60      |         |         |
| Timothée Anzardi (앙자르디 디모데?) | ESteem                    | 49      | 53      | 61      | 61      |         |         |         |         |
| Kim Jin-gon (김진곤?)               | ESteem                    | 61      | 55      | 65      | 62      |         |         |         |         |
| Lee Ha-min (이하민?)                | Indipendente              | 50      | 58      | 67      | 63      |         |         |         |         |
| Jeon Hyun-woo (전현우?)             | Astory Entertainment      | 35      | 51      | 63      | 64      |         |         |         |         |
| Kim Yeong-sang (김영상?)            | MBK Entertainment         | 93      | 50      | 58      | 65      |         |         |         |         |
| Byun Seong-tae (변성태?)            | Urban Works Media         | 60      | 67      | 70      | 66      |         |         |         |         |
| Lee Hwan (이환?)                    | DSP Media                 | 46      | 49      | 60      | 67      |         |         |         |         |
| Jung Young-bin (정영빈?)            | Indipendente              | 62      | 61      | 62      | 68      |         |         |         |         |
| Oh Sae-bom (오새봄?)                | NEST Entertainment        | 99      | 76      | 64      | 69      |         |         |         |         |
| Yoo Gun-min (유건민?)               | Million Market            | 101     | 77      | 68      | 70      |         |         |         |         |
| Jung Myung-hoon (정명훈?)           | AAP.Y                     | 90      | 69      | 71      | 71      |         |         |         |         |
| Steven Kim (스티븐 킴?)             | DS Entertainment          | 70      | 72      | 79      | 72      |         |         |         |         |
| Song Chang-ha (송창하?)             | Kiwi Media Group          | 71      | 74      | 78      | 73      |         |         |         |         |
| Choi Jin-hwa (최진화?)              | WUZO Entertainment        | 75      | 92      | 81      | 74      |         |         |         |         |
| Lee Jun-hyuk (이준혁?)              | DSP Media                 | 68      | 65      | 75      | 75      |         |         |         |         |
| Lee Gyu-hyung (이규형?)             | WM Entertainment          | 85      | 97      | 86      | 76      |         |         |         |         |
| Won Hyun-sik (원현식?)              | Happy Face Entertainment  | 72      | 73      | 76      | 77      |         |         |         |         |
| Tsai Chiahao (채가호?)              | Source Music              | 57      | 62      | 72      | 78      |         |         |         |         |
| Choi Si-hyuk (최시혁?)              | Around Us Entertainment   | 69      | 70      | 74      | 79      |         |         |         |         |
| Kim Kwan-woo (김관우?)              | Krazy Entertainment       | 80      | 75      | 80      | 80      |         |         |         |         |
| Park Jin-yeol (박진열?)             | Indipendente              | 64      | 64      | 73      | 81      |         |         |         |         |
| Kim Min-seo (김민서?)               | Urban Works Media         | 89      | 87      | 94      | 82      |         |         |         |         |
| Heo Jin-ho (허진호?)                | Astory Entertainment      | 94      | 89      | 93      | 83      |         |         |         |         |
| Hwang Geum-ryul (황금률?)           | Yuehua Entertainment      | 66      | 68      | 77      | 84      |         |         |         |         |
| Hong Sung-hyun (홍성현?)            | Urban Works Media         | 86      | 98      | 88      | 85      |         |         |         |         |
| Yu Seong-jun (유성준?)              | Yuehua Entertainment      | 78      | 93      | 95      | 86      |         |         |         |         |
| Sung Min-seo (성민서?)              | SF Entertainment          | 92      | 82      | 92      | 87      |         |         |         |         |
| Lee Sang-ho (이상호?)               | Gost Entertainment        | 95      | 90      | 96      | 88      |         |         |         |         |
| Kim Seung-hwan (김승환?)            | ESteem                    | 81      | 80      | 83      | 89      |         |         |         |         |
| Kim Hyung-min (김형민?)             | Kiwi Media Group          | 97      | 79      | 89      | 90      |         |         |         |         |
| Jun Uehara (우에하라 준?)           | JH1                       | 88      | 96      | 82      | 91      |         |         |         |         |
| Yoon Min-gook (윤민국?)             | Source Music              | 96      | 85      | 99      | 92      |         |         |         |         |
| Park Si-on (박시온?)                | Plasma Entertainment      | 84      | 95      | 85      | 93      |         |         |         |         |
| Kim Jun-jae (김준재?)               | Think About Entertainment | 87      | 86      | 87      | 94      |         |         |         |         |
| Lee Jae-bin (이재빈?)               | C9 Entertainment          | 73      | 88      | 91      | 95      |         |         |         |         |
| Yun Hyun-jo (윤현조?)               | Gost Entertainment        | 98      | 81      | 90      | 96      |         |         |         |         |
| Lim Da-hun (임다훈?)                | Kiwi Media Group          | 100     | 91      | 98      | 97      |         |         |         |         |
| Choi Byung-hoon (최병훈?)           | Enfant Terrible Company   | 91      | 94      | 97      | 98      |         |         |         |         |
| Kim Dong-kyu (김동규?)              | Urban Works Media         | 76      | 78      | 84      | 99      |         |         |         |         |
| Yun Seo-bin (윤서빈?)               | JYP Entertainment         | 12      |         |         |         |         |         |         |         |
| Im Si-u (임시우?)                   | Indipendente              | 51      |         |         |         |         |         |         |         |

1. ↑  Il concorrente X indicato nella colonna degli episodi 7 e 8 è quello ripescato dal pubblico nell'episodio successivo; per l'episodio 12 è invece il concorrente nella top 11-20 che ha ricevuto più voti dall'inizio del programma, diventando così l'ultimo membro degli X1.

## Discografia

### EP
| Titolo             | Anno | Posizione massima | Posizione massima | Vendite      |
| Titolo             | Anno | JPN Hot           | JPN Dig           | Vendite      |
| ------------------ | ---- | ----------------- | ----------------- | ------------ |
| 31 Boys 5 Concepts | 2019 | 11                | 3                 | - JPN: 3.680 |

### Singoli e brani musicali in classifica
| Titolo                                                                                       | Anno | Posizione massima | Album              |
| Titolo                                                                                       | Anno | KOR               | Album              |
| -------------------------------------------------------------------------------------------- | ---- | ----------------- | ------------------ |
| "X1-MA"                                                                                      | 2019 | —                 | singolo            |
| "Pretty Girl"                                                                                | 2019 | 53                | 31 Boys 5 Concepts |
| "Super Special Girl"                                                                         | 2019 | 139               | 31 Boys 5 Concepts |
| "Move"                                                                                       | 2019 | 54                | 31 Boys 5 Concepts |
| "Monday to Sunday"                                                                           | 2019 | 122               | 31 Boys 5 Concepts |
| "U Got It"                                                                                   | 2019 | 33                | 31 Boys 5 Concepts |
| "—" indica che la canzone non si è classificata o non è stata pubblicata in quel territorio. |      |                   |                    |

## Ascolti
| N° episodio | Data di trasmissione | Share medio         | Share medio                |
| N° episodio | Data di trasmissione | AGB Nielsen         | AGB Nielsen                |
| N° episodio | Data di trasmissione | A livello nazionale | Area metropolitana di Seul |
| ----------- | -------------------- | ------------------- | -------------------------- |
| 1           | 3 maggio 2019        | 1,448%              | 1,694%                     |
| 2           | 10 maggio 2019       | 2,309%              | 2,920%                     |
| 3           | 17 maggio 2019       | 2,130%              | 2,501%                     |
| 4           | 24 maggio 2019       | 2,244%              | 2,395%                     |
| 5           | 31 maggio 2019       | 2,102%              | 2,450%                     |
| 6           | 7 giugno 2019        | 2,230%              | 2,569%                     |
| 7           | 14 giugno 2019       | 2,019%              | 2,425%                     |
| 8           | 21 giugno 2019       | 2,183%              | 2,405%                     |
| 9           | 28 giugno 2019       | 2,508%              | 2,738%                     |
| 10          | 5 luglio 2019        | 2,314%              | 2,803%                     |
| 11          | 12 luglio 2019       | 2,220%              | 2,800%                     |
| 12          | 19 luglio 2019       | 3,892%              | 3,822%                     |
| Media       | Media                | 2,300%              | 2,627%                     |